# Šiška (botanika)
Šiške ali cecidije so nenormalne bolezenske rastne tvorbe iz različnih rastlinskih tkiv, ki se pojavijo občasno zaradi vpliva patogenov mnogih vrst. V veliki meri gre za posledico delovanja različnih živali (predvsem členonožcev; kot so pršice med pajkovci, komarji med dvokrilci, listne uši med polkrilci in ose šiškarice med kožekrilci). V nekaterih primerih so šiške rezultat delovanja mikroorganizmov (bakterij ali gliv).

## Nastanek
Obstaja več možnih načinov nastanka šiške. Najpogostejša sta dva, ki se med seboj razlikujeta po življenjskem stadiju žuželke, ki povzroči rast bolezenske tvorbe, šiške. Velikokrat si poljubno rastlino za življenjski prostor izbere odrasli osebek, ki je lahko tako žuželka kot katera izmed drugih živali, priložnostno pa tudi gliva ali bakterija. Pri drugem načinu, ki velja za žuželke, so vzrok za nastanek šišk ličinke, ki se izvalijo iz jajčec in okoli katerih se nato razvije šiškasta tvorba. Jajčeca na rastlino izleže samica žuželčje vrste, ki pa zatem to območje zapusti.
Rast šiške vzpodbudijo različne spojine, ki jih organizmi izločajo na rastlinsko površino ali neposredno v notranjost tkiv. Raziskovalci so analizirali kemično sestavo sline os šiškaric (iz družine Cynipidae) in med drugim dokazali prisotnost številnih aminokislin, encimov ter indol-3-ocetno-kislino (ena izmed rastlinskih hormonov avksinov, tudi IAA ali angleško indol-acetic-acid), ki je znana po tem, da povečuje raven celične delitve in pospešuje celično rast. Prav to kislino izločajo tudi bakterije vrste Rhizobium radicicola, ki vzpodbujajo rast tako imenovanih nodulov (posebnih zadebelitev na rastlinskih koreninah), v katerih prebivajo mikrobi.
Citokinin, prav tako rastlinski hormon in derivat dušikove baze adenina, izloča bakterija vrste Rhodococcus fascians (do leta 1984 poznana tudi kot Corynebacterium fascians), po kateri je ime dobilo stanje, ki ga patogen povzroča. Na rastlinah je kot posledica delovanja vidna fasciacija – zožitev rastlinskih poganjkov v obliki nekakšnih podaljšanih in sploščenih trakov.

## Delitev šišk
Morfološko šiške razlikujemo glede na mesto nastanka in obseg posledic, vidnih na rastlinah. Prepoznavamo dva glavna tipa:
- organoidne šiške
- histoidne šiške

Kot je razvidno iz imena, se oznako organoidne šiške pripisuje tistim, ki zajemajo večje spremembe (nenormalnosti v rasti organov, nepravilna oblika posamičnih organov, večji strukturni defekti celotne rastline). Histoidne so tiste šiške, ki se tvorijo na koreninah, poganjkih, steblih ali listih rastlin.
Med organoidne šiške spadajo denimo tvorbe, vidne kot zvijanje listov in njihova mehurjasta rast pri breskvi, ki jih povzroča gliva vrste Taphrina deformans. Glivna vrsta iz istega rodu, T. pruni, pa deluje na plodnice slive (Prunus domestica), ki jih spreminja iz normalnih v votle šiške brez koščic. Kot organoidno lahko označimo popolno spremembo oblike pri cipresastem mlečku (Euphorbia cyparissias), ki se pojavi zaradi okužbe z grahovo rjo vrste Uromyces pisi.
Bolj znane histoidne šiške so vrečasto oblikovane strukture na listih bukve (Fagus sylvatica), katerih povzročitelj je majhni dvokrilec, bukova hržica (Mikiola fagi). Vzrok za nastanek šišk so lahko tudi listne uši, na primer vrsta Tetraneura ulmi, ki okužuje liste bresta (Ulmus) in povzroča vrečasto oblikovane tvorbe.

## Šiške in hržice
Pripadnike družine hržic (Cecidomyidae) je mogoče prepoznati na podlagi šišk, ki jih povzročajo na rastlinah. Šiškaste tvorbe so namreč v veliko primerih vrstno specifične in entomologi ter botaniki pri določanju vrste upoštevajo zgradbo šiške (lastnosti površine, relief, barvo, vzorce, mesto nastanka ipd.).
Med najbolj prepoznavne šiške spadajo te, ki jih povzročajo bukove hržice (Mikiola fagi). Izgledajo kot kroglice s podaljšanim ter koničastim vrhom, gladko površino, višino do 12 milimetrov in značilno lego na zgornji ploskvi listov bukve. Šiškasta struktura je v začetku zelenkaste barve, a se s časom obarva od rumenih pa vse do temno rdečih odtenkov. Šiška se lista oprijema s tanko belo plastjo, ki preprečuje vstop v notranjost. Spomladi se iz nje izleže odrasla hržica, ki odloži jajčeca, iz katerih se zatem izvalijo ličinke in cikel se s tvorbo novih šišk ponovi.
Vidno dlakave in okrogle šiške rdečih barv so posledica delovanja kosmate hržice (Hartigiola annulipes), ki se prav tako hrani s tkivi bukve. V šiškastih tvorbah prebivajo ličinke, ki tam preživijo tudi zimo. Navadni vratič (Tanacetum vulgare) napade vratičeva hržica (Rhopalomyia tanaceticola), katere šiške so kijaste oblike in jih lahko najdemo v enostavnem grozdastem socvetju rastline (imenovanem tudi košek). Ličinke mlečkove hržice (Spurgia capitigena) se v večjem številu (od dvajset do trideset posameznikov) zbirajo v notranjosti ene, cvetu podobne šiške, na gornji strani cipresastega mlečka (Euphorbia cyparissias).

## Šiške in ose šiškarice
Po prepoznavni navadi povzročanja rastlinskih šišk so ime dobile ose šiškarice (družina Cynipidae). Za to skupino je značilno, da samica na izbrano rastlino odloži jajčeca in ob tem izloči tudi specifične rastne snovi, ki vzpodbudijo nastanek šiškastih tvorb, v katerih se zatem razvijajo ličinke. Znanih je nekaj vrst os šiškaric, katerih ličinke ne povzročajo nastajanja šišk, ampak prebivajo v šiškah, ki so nastale zaradi delovanja drugih organizmov. Tudi pri tej družini kožekrilcev (red Hymenoptera) so šiške pomemben razločevalni dejavnik, ki ga pri svojem delu uporabljajo raziskovalci.
Šiške, ki izgledajo kot plodovi jablane, a se pojavljajo na hrastih, povzroča hrastova listna šiškarica (Cynips quercusfolii). Novotvorbe so okrogle, hrapave, najprej zelene, kasneje pordečijo in v premer merijo približno dva centimetra, v njih pa prebivajo ličinke, ki jih zapustijo šele, ko šiška skupaj s hrastovimi listi pade na tla. Hrastova drevesa napada tudi hrastova vejna šiškarica (Biorhiza pallida), pri kateri ločimo dve razvojni generaciji, ki se vsaka razvija v svojem šiškastem tipu. Bolj prepoznavna je gomoljasta šiška rjave barve, ki je nepravilne kroglaste oblike in se razvije v neposredni bližini popka na veji. Druga šiškasta oblika, ki se pojavlja pri tej vrsti ose šiškarice, so manjše gručaste šiške, ki se nahajajo na predelu korenin.